# ミッキー・モスト
ミッキー・モスト（Mickie Most, 1938年6月20日 - 2003年5月30日）は、イギリスの音楽プロデューサー。アニマルズ、ハーマンズ・ハーミッツ、ドノヴァン、スージー・クアトロといったアーティストの作品のプロデューサーを務めた。RAKレコードの設立者としても有名である。

## 初期の経歴
モストはマイケル・ピーター・ヘイズ (Michael Peter Hayes) としてハンプシャーのオールダーショットで生まれた。父親は陸軍の連隊上級曹長で、1951年にハローの郊外、ロンドン北部に家族を連れて転居した。モストは幼い頃からスキッフルや初期のロックンロールの大きな影響を受けた。
15歳で学校を卒業し、ロンドンの有名な「The 2i's Coffee Bar」で歌うウェイターとして働くこととなる。そこで彼は将来のビジネス・パートナー、ピーター・グラントと親しくなった。またアレックス・ウォートン（別名アレックス・マレー）と共にモスト・ブラザース（The Most Brothers）というデュオを結成し、デッカ・レコードから「Takes a Whole Lotta Loving to Keep My Baby Happy」を発表して小ヒットを記録した後、解散している。
1959年に名前を正式に「ミッキー・モスト」に改名し、妻クリスティーナと南アフリカへ移り、ポップス・グループ「ミッキー・モストとプレイボーイズ」（Mickie Most And His Playboys）を結成した。彼等は11枚のナンバー・ワンヒットシングルをリリースし、その多くはレイ・ピーターソン、ジーン・ヴィンセントおよびエディ・コクランのカヴァーだった。
1962年、ロンドンに戻って他のミュージシャンと共にパッケージ・ツアーを行い、シングル「Mister Porter」をリリース、同作は1963年に小ヒットとなった。

## プロデューサーとして
モストは公演旅行に飽き、別の形で音楽業界に関わることを決心する。最初の仕事はレコード店でレコードを売り、棚 （racks）にレコードをディスプレイすることであった。ニューカッスルのクラブ・ゴー・ゴー（The Club a'Gogo）で演奏するアニマルズに出会い、プロデュースを申し入れる。ファースト・シングル「Baby Let Me Take You Home」（1964年）はイギリスのチャートで21位。続くシングル「朝日のあたる家」（1964年）は世界的なナンバー・ワンヒットになった。彼は1964年のグラミー賞で「プロデューサー・オブ・ザ・イヤー」賞を受賞した。 
モストはマンチェスター出身のハーマンズ・ハーミッツと彼等のマネージャー、ハーヴェイ・リスバーグと契約し、短期間で成功を収める。彼がプロデュースした第一作「I'm Into Something Good」は1964年にチャート1位に達し、シングル、アルバム共に驚異的な売り上げ（12ヶ月で1,000万ユニット）を記録した。バンドはアメリカに於いてビートルズに並ぶ人気を博すこととなった。彼のプロデュースやその商才、ヒット・シングルを生み出す才能はイギリスでもっとも成功したプロデューサーとしての評判を確立し、彼は1960年代から1970年代にわたってその評判を維持した。
1964年9月、モストはブレンダ・リーのシングル「Is It True,」「What'd I Say,」をプロデュースする。「Is It True,」がイギリス及びアメリカでリリースされ、大ヒットとなり後にゴールド・レコードを達成する。「What'd I Say,」はヨーロッパの各国でヒットしたが、奇妙なことにアメリカではリリースされなかった。彼はまた1965年から69年にかけて他のアーチストとの間でも同様の成功を収める。ドノヴァンの「霧のマウンテン」「Mellow Yellow」「Jennifer Juniper」「Hurdy Gurdy Man」「Atlantis」、ルルの「To Sir with Love」「The Boat That I Row」「Boom Bang-A-Bang」「Me the Peaceful Heart」「I'm a Tiger」などが有名である。また、1968年にはシーカーズのシングル「Days of My Life」「Love Is Kind, Love Is Wine」、1969年にナンシー・シナトラの「The Highway Song」をプロデュースしている。
彼のプロデュース作にはビッグ・ジム・サリヴァンやジミー・ペイジ、ジョン・ポール・ジョーンズ、ニッキー・ホプキンスといったロンドンのトップ・セッション・ミュージシャンが常に参加していた。彼はヤードバーズを脱退したジェフ・ベックのシングル「Hi-Ho Silver Lining」（1967年）、「Tallyman」（1967年）、「恋はみずいろ」（1968年）、ジェフ・ベック・グループのアルバム『トゥルース』（1968年）と『ベック・オラ』（1969年）をプロデュースした。また自らプロデュースするドノヴァンのアルバム『バラバジャガ』（1969年）の制作にジェフ・ベック・グループを招いて3曲の録音に参加させ、収録曲の「Goo Goo Barabajagal」のシングルをドノヴァンとジェフ・ベック・グループの共同名義で発表した。またテリー・リードのような新人を参加させた。
1967年になるとミュージック・シーンはよりヘビーで即興的な物へと変化していく。それはモストの定型的なシングルとは対照的な物であった。ヤードバーズのアルバム『リトル・ゲームス』（1967年）が商業的に失敗して彼等が解散に追い込まれると、彼は自分のヴィジョンをミュージシャンと共有できなかったことを悟り、ロック・グループのプロデュースを避けることを決心した。ヤードバーズは彼が全ての曲を三分以内に切り詰めようとしたことを「妄想」だとして反対した。シングルのために切り詰めようとしたというのは単なる「後知恵」であった。彼が成功を収めた手法は結局1969年後半のドノヴァンとの分裂に結びついた。

## RAKレコードの設立
これらのできごとにもかかわらず、モストはビジネス・パートナーのピーター・グラントと共に自らのプロダクションをオックスフォード・ストリート155番地に設立する。グラントがヤードバーズのマネージメントを担当するようになったのはモストとの繋がりからであった。1968年、モストとグラントは共同でRAKの事業を始める。グラントとヤードバーズの関係はレッド・ツェッペリンへ発展することとなったが、それは1969年末にモストがその関係をコントロールしていたことを意味していた。RAKレコードとRAK音楽出版は1969年に始められた。
RAKレコードと契約した最初のアーティストはフォーク歌手ジュリー・フェリックスだった。彼女の「El Condor Pasa」がヒットし、モストの成功は継続した。
RAK音楽出版は現在ホット・チョコレートのシンガー、エロル・ブラウンによって作曲された「You Sexy Thing」やアローズの「アイ・ラヴ・ロックンロール」と言った古典的ポピュラー・ソングに対しての著作権を保有している。

## 後の経歴
さらに彼は、ITVの「New Faces」を初めとする様々なテレビ・ショーにパネリストとして出演した。また自分の音楽製作手法に反するジャンルであるパンク・ロックの専門番組「Revolver」のプロデューサーを務めた。同番組のパイロット版では最初のゲストとしてケイト・ブッシュへの依頼を行っている。1980年代になると、RAKレコードは息子カルヴィン・ヘイズがキーボーディストとして在籍してしたジョニー・ヘイツ・ジャズと契約する。
RAKは結局1983年にEMIに売却されたが1988年に復活した。モストは自ら設立したレーベルの権利を保有した最初のプロデューサーのうちの一人であった。またセントジョンズ・ウッドに1976年開設されたRAKスタジオは現在もその活動を続けている。
1995年、彼の財産は5,000万ポンドと推定され、彼はサンデー・タイムズ紙の英国富豪トップ500にリストされた。彼の邸宅は400万ポンドと評価され、イギリス最大の個人邸宅であった。
2000年に癌と診断され、彼は事業を縮小した。2003年5月30日、中皮腫によってロンドンの自宅で死去。享年64歳。北ロンドンのゴールダーズ・グリーン火葬場で火葬された。遺産は妻クリスティーナと3人の子供、カルヴィン、ナタリー、クリスタルに相続された。